# Pietro Fossati
Pietro Fossati, né le 29 juin 1905 à Novi Ligure en Italie et mort le 13 mars 1945 dans sa commune natale, est un coureur cycliste italien.

## Biographie
Pietro Fossati nait le 29 juin 1905 à Novi Ligure. Champion d'Italie amateur en 1926, il est cycliste professionnel de fin 1926 à 1934. Il finit troisième du Tour de Lombardie en 1928 mais son principal exploit est sa victoire dans cette épreuve en 1929. Il meurt le 13 mars 1945 durant un bombardement des alliés sur Novi Ligure pendant la Seconde Guerre mondiale.

## Palmarès
- 1927
  - Coppa del Re
  - 2e de Corsa del XX Settembre
- 1928
  - Coppa Placci
  - 2e du Tour d'Émilie
  - 3e de Corsa del XX Settembre
  - 3e du Tour de Lombardie
  - 3e de Milan-Modène
- 1929
  - Tour de Lombardie
- 1930
  - 8e du Tour de Lombardie

## Résultats sur le Tour d'Italie
7 participations
- 1927 : abandon
- 1929 : abandon
- 1930 : 16e
- 1931 : 30e
- 1932 : 39e
- 1933 : non-partant (5e étape)
- 1934 : abandon (6e étape)